# Saison WNBA 1998
Navigation
Saison 1997 Saison 1999
La saison WNBA 1998 est la 2e saison de la WNBA. La saison régulière se déroule du 11 juin 1998 au 19 août 1998. Les playoffs commencent le 22 août 1998 et se terminent le 1er septembre 1998 avec le dernier match des finales WNBA remporté par les Comets de Houston aux dépens du Mercury de Phoenix 2 manches à 1. 
Les Comets remportent leur deuxième titre consécutif de champion WNBA. Au cours de la saison, Kelly Boucher est devenue la première Canadienne à jouer dans la ligue, portant l'uniforme du Sting de Charlotte.

## Faits notables
- Le premier choix de la draft, qui s'est tenue le 28 avril 1998, est Małgorzata Dydek, sélectionnée par les Starzz de l'Utah. Une draft d'expansion est organisée le 18 février 1998 afin de constituer les effectifs des deux nouvelles franchises arrivées dans la ligue cette saison.
- Deux nouvelles franchises sont créées lors de cette saison 1998 : le Shock de Détroit et les Mystics de Washington. Le calendrier de la saison régulière passe en conséquence de 28 à 30 matchs.

## Classement de la saison régulière

### Par conférence
V = victoires, D = défaites, PCT = pourcentage de victoires, GB = retard (en nombre de matchs)
| Équipe                | V  | D  | PCT. | GB |
| --------------------- | -- | -- | ---- | -- |
| Rockers de Cleveland  | 20 | 10 | 66.7 | -  |
| Sting de Charlotte    | 18 | 12 | 60.0 | 2  |
| Liberty de New York   | 18 | 12 | 60.0 | 2  |
| Shock de Détroit      | 17 | 13 | 56.7 | 3  |
| Mystics de Washington | 3  | 27 | 10.0 | 17 |

| Équipe                 | V  | D  | PCT. | GB |
| ---------------------- | -- | -- | ---- | -- |
| Comets de Houston      | 27 | 3  | 90.0 | -  |
| Mercury de Phoenix     | 19 | 11 | 63.3 | 8  |
| Sparks de Los Angeles  | 12 | 18 | 40.0 | 15 |
| Monarchs de Sacramento | 8  | 22 | 26.7 | 19 |
| Starzz de l'Utah       | 8  | 22 | 26.7 | 19 |

| Qualifié pour les playoffs |

## Playoffs
Les deux premières équipes de chaque Conférence sont qualifiées. Le premier de la Conférence Est affronte le deuxième de la Conférence Ouest et le premier de la Conférence Ouest affronte le deuxième de la Conférence Est lors des demi-finales et les deux vainqueurs de ces demi-finales se rencontrent lors des Finales WNBA au meilleur des trois matchs.
|  | Demi-finales           | Demi-finales           |                   |   | Finale                            | Finale                            |
|  | Demi-finales           | Demi-finales           |                   |   | Finale                            | Finale                            |
|  |                        |                        |                   |   |                                   |                                   |
|  | 22, 24 et 25 août 1998 | 22, 24 et 25 août 1998 |                   |   | 27, 29 août et 1er septembre 1998 | 27, 29 août et 1er septembre 1998 |
|  | 22, 24 et 25 août 1998 | 22, 24 et 25 août 1998 |                   |   | 27, 29 août et 1er septembre 1998 | 27, 29 août et 1er septembre 1998 |
|  | Comets de Houston      | 2                      |                   |   | 27, 29 août et 1er septembre 1998 | 27, 29 août et 1er septembre 1998 |
|  | Comets de Houston      | 2                      |                   |   | 27, 29 août et 1er septembre 1998 | 27, 29 août et 1er septembre 1998 |
|  | Sting de Charlotte     | 0                      |                   |   | 27, 29 août et 1er septembre 1998 | 27, 29 août et 1er septembre 1998 |
|  | Sting de Charlotte     | 0                      | Comets de Houston | 2 |                                   |                                   |
|  |                        |                        | Comets de Houston | 2 |                                   |                                   |
|  |                        | Mercury de Phoenix     | 1                 |   |                                   |                                   |
|  | Mercury de Phoenix     | Mercury de Phoenix     | 1                 | 2 |                                   |                                   |
|  | Mercury de Phoenix     |                        |                   | 2 |                                   |                                   |
|  | Rockers de Cleveland   | 1                      |                   |   |                                   |                                   |
|  | Rockers de Cleveland   | 1                      |                   |   |                                   |                                   |

## Leaders de la saison régulière

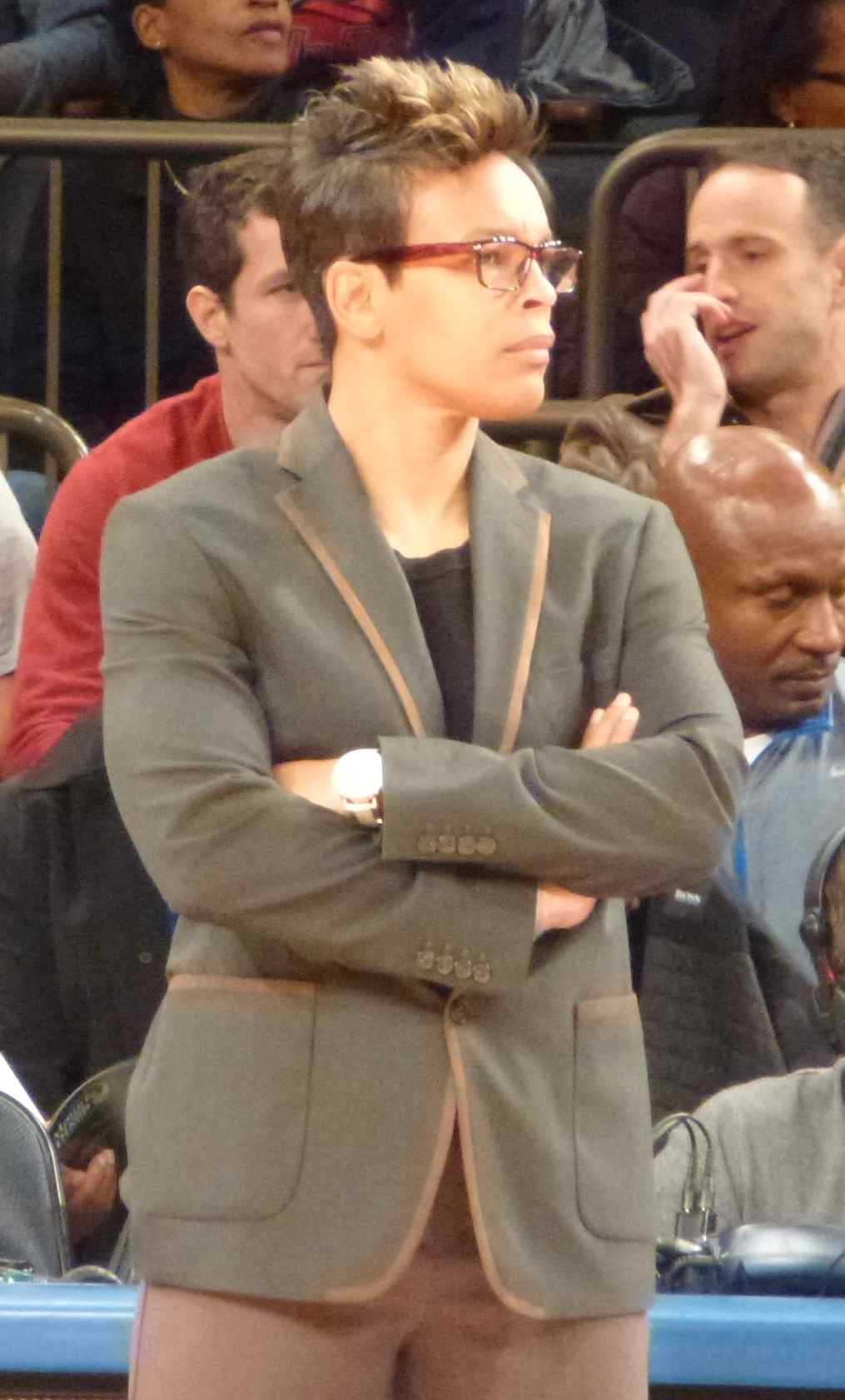
Teresa Weatherspoon, meilleure défenseure de la saison.

| Catégorie                  | Joueur               | Équipe                 | Statistiques |
| -------------------------- | -------------------- | ---------------------- | ------------ |
| Points par match           | Cynthia Cooper       | Comets de Houston      | 22,7         |
| Rebonds par match          | Lisa Leslie          | Sparks de Los Angeles  | 10,2         |
| Passes décisives par match | Ticha Penicheiro     | Monarchs de Sacramento | 7,5          |
| Interceptions par match    | Teresa Weatherspoon  | Liberty de New York    | 3,3          |
| Contres par match          | Małgorzata Dydek     | Starzz de l'Utah       | 3,8          |
| % aux tirs                 | Isabelle Fijalkowski | Rockers de Cleveland   | 54,7%        |
| % aux lancers francs       | Sandy Brondello      | Shock de Détroit       | 92,3%        |
| % à 3 points               | Eva Němcová          | Rockers de Cleveland   | 45,2%        |

## Récompenses individuelles
| - Meilleure joueuse de la saison : - Meilleure joueuse des Finales : - Rookie de l'année : - Meilleure défenseure de la saison : - Entraîneur de l'année : - Trophée Kim Perrot de la sportivité : | Cynthia Cooper (Comets de Houston) Cynthia Cooper (Comets de Houston) Tracy Reid (Sting de Charlotte) Teresa Weatherspoon (Liberty de New York) Van Chancellor (Comets de Houston) Suzie McConnell Serio (Rockers de Cleveland) |

| - All-WNBA First Team : F Tina Thompson (Comets de Houston) F Sheryl Swoopes (Comets de Houston) C Jennifer Gillom (Mercury de Phoenix) G Suzie McConnell Serio (Rockers de Cleveland) G Cynthia Cooper (Comets de Houston) | - All-WNBA Second Team : F Eva Němcová (Rockers de Cleveland) F Cindy Brown (Shock de Détroit) C Lisa Leslie (Sparks de Los Angeles) G Teresa Weatherspoon (Liberty de New York) G Andrea Stinson (Sting de Charlotte) |